# بخش مرکزی شهرستان بهبهان
بخش مرکزی شهرستان بهبهان یکی از بخشهای تابعه شهرستان بهبهان در استان خوزستان در جنوب غربی ایران است.

## تقسیمات کشوری
- بخش مرکزی شهرستان بهبهان
  - دهستان حومه
  - دهستان دودانگه

شهرها: بهبهان ، منصوریه

## جمعیت
بنابر سرشماری مرکز آمار ایران، جمعیت بخش مرکزی شهرستان بهبهان در سال ۱۳۸۵ برابر با ۱۳۲٫۹۲۷ نفر و جمعیت کل شهرستان در این تاریخ، ۱۸۰,۰۰۰ نفر بوده است. در سال ۱۳۹۰ جمعیت شهرستان بهبهان، به ۲۱۳,۰۰۰ نفر افزایش پیدا کرد. در سال ۱۳۹۵ جمعیت به ۲۶۳,۰۰۰ نفر و در سال ۱۴۰۰ به چیزی بیش از۳۲۰,۰۰۰ نفر رسید که به‌نسبت رشد جمعیت خوبی است و انتظار می رود تا سال ۱۴۰۵ جمعیت شهرستان بهبهان به ۳۷۰ هزار نفر یا شاید بیشتر افزایش پیدا کند.